# Defloration
Defloration er når jomfruhinden (hymen eller mødommen) på en pige/kvinde gennembrydes. Penis eller fx en dildo bliver indført i vagina, og derefter bliver hymen brudt, og pigen er derefter ikke jomfru mere.
Der forekommer ofte blod i vagina, efter brud af hymen.
I nogle kulturer er det vigtigt at være jomfru på bryllupsnatten.
| Sex | Spire Denne artikel om sex eller sexologi er en spire som bør udbygges. Du er velkommen til at hjælpe Wikipedia ved at udvide den. |